# Ray Scott
Ray Scott, geboren als Harold Raymond Scott, (Bicknell, 26 maart 1929 - Indiana, 17 oktober 1999) was een Amerikaanse rockabilly-muzikant en componist.

## Jeugd
Ray Scott groeide op in een Duits-Nederlandse nederzetting. In zijn kinderjaren en jeugd had hij, in tegenstelling tot veel andere eigentijdse muzikanten, geen bijzondere interesse voor muziek. In 1946 behaalde hij zijn diploma aan de highschool en ging daarna vrijwillig naar de United States Navy om het college te ontlopen. Na acht jaar militaire dienst ging hij alsnog naar het college.

## Carrière
In 1955 verhuisde Scott naar Memphis, waar hij een baan als gereedschapsmaker aanvaardde. Daar belandde Scott spoedig in het groeiende rockabillycircuit en besloot hij om gitaar te leren. Na zes maanden te hebben geoefend begon hij op te treden in bars en clubs en begon hij zijn eerste songs te schrijven. Naast een nummer voor Lattie Moore schreef hij ook Flyin' Saucers Rock'n'Roll, dat tot een klassieker uitgroeide in het genre. De eerste en bekende versie was afkomstig van Billy Lee Riley, die de song min of meer toevallig hoorde tijdens een sessie in de Sun Studio aan het eind van 1959. Op zoek naar songs ontdekte Riley's gitarist Roland Janes een demotape in de studio van Scott met Flyin' Saucers Rock'n'Roll en kort daarna ontstond de versie van Riley en diens band.
Scotts eigen carrière als muzikant kwam in 1957 aan het rollen. Hij ontmoette de labeleigenaar Marshall Ellis, die een sessie regelde in de Fernwood Studio in augustus 1957. Tijdens deze sessie, die de plaat Boppin' Wigwam Willie / My Life's Desire produceerde, werd Scott begeleid door Rileys band The Four Recorders, bestaande uit Roland Janes (gitaar), Marvin Pepper (basgitaar), Jimmy Wilson (piano) en Jimmy Van Eaton (drums). De single werd uitgebracht in augustus 1957 bij Erwin Records.
Scott nam tijdens de daaropvolgende jaren verder singles op en was actief in het muziekcircuit van Memphis. Als songwriter was hij ook succesvol met You're the One That Done It, dat werd opgenomen door Thomas Wayne. Er volgden platen bij Satellite, Stomper Time Records van Eddie Bonds, Erwin Records, RCT Records van Scott, Bictor, Goldband Records, Ran-Dee en Decca Records. De nationale doorbraak bleef echter uit.

## Privéleven en overlijden
In 1971 keerde Scott de muziek de rug toe en verhuisde naar Indianapolis, waar hij ging werken voor General Motors. Enkele jaren later verhuisde hij weer naar zijn geboorteplaats Bicknell, waar hij een taxibedrijf leidde en met zijn zesde vrouw weer optredens maakte. In het midden van de jaren 80 kreeg Scott een zware hartinfarct. Hij overleed in oktober 1999 op 70-jarige leeftijd.

## Discografie

### Singles
- 1957: Boppin' Wigwam Willie / My Life's Desire
- 1958–1959: You Drive Me Crazy / Say Anything But Not Goodbye
- 1959:	Boy Meets Girl / Tonite Will Be the Last Night
- 1960:	The Train's Done Gone / Just Behind Your Smile
- ####:	I'll Never Be a Dreamer / Forever More

Niet gepubliceerd
- Gone, Gone, Gone
- Josephine
- 1963: Loving Wanting You
- Boppin' Wigwam Willie (alt. Version)
- Boy Meets Girl (alt. Version)
- Fool He Used to Be
- I Just Don't Figure
- I'm Gonna Make You Love Me
- Just Behind Your Smile (alt. Version)
- My Life's Desire (alt. Version)
- San Antone
- So Long, I'm Gone
- Tonite Will Be the Last Night (alt. Version)
- The Train's Done Gone (alt. Version)
- Wedding Bells
- Whispering Winds

### Albums
1986: The Real Memphis Sound – Mr. Drive Me Crazy (White Label, Nederland)
- Bibliothèque nationale de France: cb177978781 (data)
- Library of Congress Control Number: no98008532
- MusicBrainz: ffb9b663-a365-4d09-8bd0-cb2a343567bf
- Virtual International Authority File: 58691100
- WorldCat: E39PBJkhJTmjP7YWRQkvBpvJXd